# セリエA (エクアドル)
カンペオナート・エクアトリアーノ・デ・フトボル・セリエA（西: Campeonato Ecuatoriano de Fútbol Serie A）は、エクアドルにおけるプロサッカーの最上位リーグである。2024シーズンからは、スポンサーシップによりリーガプロ・エクアベット（LigaPro Ecuabet）とも呼ばれる。

## 歴史
エクアドルにおけるすべてのサッカーリーグは1950年までアマチュアであったが、同年にアシスアシオン・デ・フトボル・デル・グアージャス (AFG) がプロリーグに移行した。グアヤキルに所在するAFG加盟のクラブ間で1951年にカンペオナート・プロフェシオナル・デ・フトボル・デ・グアヤキルが初開催され、リオ・グアージャスが初代王者となった。1954年、ピチンチャ県にあるサッカー連盟（現在のアソシアシオン・デ・フトボル・ノ・アマチュア・デ・ピチンチャ、AFNA）もプロリーグ化した。
キトとアンバートに所在するAFNA加盟のクラブ間で同年にカンペオナート・プロフェシオナル・インテランディーノが初開催され、LDUキトが初代王者となった。これらふたつの大会がエクアドルにおける最高峰の大会と位置づけられたが、それぞれの優勝クラブは自らこそが国内王者であると主張することはなかった。この状況は1957年に変化し、両リーグ優勝クラブが全国タイトルを決める大会が組織された。同年のカンペオナート・エクアトリアーノ・デ・フトボルにはCSエメレク（グアヤキル優勝）、バルセロナSC（グアヤキル準優勝）、デポルティーボ・キト（インテランディーノ優勝）、SDアウカス（インテランディーノ準優勝）が参加し、CSエメレクが初代国内王者となった。1958年と1959年はカンペオナート・エクアトリアーノ・デ・フトボルが行われていない。1960年には参加クラブ数が4クラブから8クラブに増やされ、1957年同様の形式でトーナメント戦が行われた。この方式はいくつかの変更を経ながら、1967年シーズン後の地域大会廃止まで続いた。
1968年にはプリメーラ・カテゴリア（1部）とセグンダ・カテゴリア（2部）という名称の全国リーグが初開催された。1971年にはプリメーラ・カテゴリアがセリエA（1部）とセリエB（2部）の2部に分割され、セグンダ・カテゴリアは3部という位置づけになった。1983年から1988年の間はセリエBがセグンダ・カテゴリアと統合されていたが、セリエAはそれまで通り継続していた。1989年にセリエBが復活し、それ以来2部として継続している。2005年はアペルトゥーラとクラウスーラ（前期リーグと後期リーグ）のそれぞれで優勝クラブが決定されたが、2006年には以前の方式に戻された。
2011年には、IFFHSによって南米第6位・世界第14位のサッカーリーグに位置づけられた。
2010年代半ばからは、インデペンディエンテ・デル・バジェがコパ・リベルタドーレスで準優勝（2016）とコパ・スダメリカーナで2回の優勝（2019、2022）、レコパ・スダメリカーナ優勝（2023）、LDUキトもコパ・スダメリカーナで優勝（2023）するなど国際大会で成績を残した。これによりIFFHSの世界リーグランキングで2022年は11位、2023年は17位と2年連続でトップ20入りを果たした。

## 大会形式
セリエAの大会形式は絶えず変化してきた。2ステージ制であった期間が最も長く、リギージャ（予選リーグ）と呼ばれるミニリーグを争って優勝クラブが決定された。2019年以降の現行方式では、リーグ戦とプレーオフに分けられている。ファーストステージではホーム・アンド・アウェー方式で全クラブと2戦ずつ戦い、上位8クラブトーナメント形式のプレーオフで年間王者をかけて戦う。ファーストステージの通算勝ち点で下位になったクラブは降格となる。優勝クラブ、準優勝クラブ、通算勝ち点で上位のクラブはコパ・リベルタドーレスやコパ・スダメリカーナの出場権を得る。
16クラブで争われ、セリエB（2部）との間で昇降格が行われる。シーズンは2月から12月にかけて行われる。当初のセリエAはリーグ戦ではなく、2つの地域リーグ覇者による全国王者選手権に源がある。当時はグアヤキルとキトでプロリーグが行われており、セリエAの最初の9回は両地域リーグ王者がタイトルを争った。1967年にこの形式が廃止され、本来の意味のリーグ戦となった。創設された1957年以来、1年に1クラブが戴冠するが、2005年のみはアペルトゥーラとクラウスーラそれぞれの最上位クラブが優勝扱いされている。

## 所属クラブ
2022シーズン
| クラブ名                           | ホームタウン | ホームスタジアム                       |
| ---------------------------------- | ------------ | -------------------------------------- |
| 9・デ・オクトゥブレFC              | グアヤキル   | モデロ・アルベルト・スペンサー         |
| CSエメレク                         | グアヤキル   | エスタディオ・ゲオルゲ・カプウェル     |
| CSDマカラ                          | アンバート   | エスタディオ・ベラビスタ               |
| LDUキト                            | キト         | カサ・ブランカ                         |
| SDアウカス                         | キト         | ゴンサロ・ポソ・リパルダ               |
| インデペンディエンテ・デル・バジェ | サンゴルキ   | ルミニャウイ                           |
| ウニベルシダ・カトリカ             | キト         | オリンピコ・アタウアルパ               |
| オレンセSC                         | マチャラ     | エスタディオ・9・デ・マショ            |
| グアヤキル・シティFC               | グアヤキル   | クリスティアン・ベニテス・ベタンコート |
| グアラセオSC                       | アソゲス     | ホルヘ・アンドラーデ・カントス         |
| クンバヤSC                         | キト         | オリンピコ・アタウアルパ               |
| テクニコ・ウニベルシタリオ         | アンバート   | エスタディオ・ベラビスタ               |
| デポルティーボ・クエンカ           | クエンカ     | アレハンドロ・セラーノ・アギラル       |
| デルフィンSC                       | マンタ       | エスタディオ・ホカイ                   |
| バルセロナSC                       | グアヤキル   | モヌメンタル・バンコ・ピチンチャ       |
| ムシュク・ルナSC                   | アンバート   | COACムシュク・ルナ                     |

## 結果

### 歴代優勝クラブ
2023シーズン終了時点で、バルセロナが最多の16回優勝している。次いでエメレクの14回、エル・ナシオナルの13回。複数回の優勝経験があるクラブは全て、少なくとも1度は連覇を達成している。3連覇以上の経験があるのはエル・ナシオナル（1976年から1978年、1982年から1984年）とエメレク（2013年から2015年）の2チームである。
| シーズン | シーズン | 優勝 (回数)                  | 準優勝                     | 3位                        | 得点王                               | 所属クラブ                                          | 得点数     |
| -------- | -------- | ---------------------------- | -------------------------- | -------------------------- | ------------------------------------ | --------------------------------------------------- | ---------- |
| 1957     | 1957     | エメレク (1)                 | バルセロナ                 | デポルティーボ・キト       | シモン・カニャルテ                   | バルセロナ                                          | 4          |
| 1958     | 1958     | 開催されず                   | 開催されず                 | 開催されず                 | 開催されず                           | 開催されず                                          | 開催されず |
| 1959     |          | 開催されず                   | 開催されず                 | 開催されず                 | 開催されず                           | 開催されず                                          | 開催されず |
| 1960     | 1960     | バルセロナ (1)               | エメレク                   | CSパトリア                 | エンリケ・カントス                   | バルセロナ                                          | 8          |
| 1961     | 1961     | エメレク (2)                 | CSパトリア                 | CDエベレスト               | ガーロ・ピント                       | CDエベレスト                                        | 12         |
| 1962     | 1962     | CDエベレスト (1)             | バルセロナ                 | エメレク                   | イリス・ロペス                       | バルセロナ                                          | 9          |
| 1963     | 1963     | バルセロナ (2)               | エメレク                   | デポルティーボ・キト       | カルロス・アルベルト・ラッフォ       | エメレク                                            | 4          |
| 1964     | 1964     | デポルティーボ・キト (1)     | エル・ナシオナル           | LDUキト                    | ホルヘ・バレンシア                   | アメリカ・デ・マンタ                                | 8          |
| 1965     | 1965     | エメレク (3)                 | 9・デ・オクトゥブレ        | バルセロナ                 | エリオ・クルス                       | バルセロナ                                          | 8          |
| 1966     | 1966     | バルセロナ (3)               | エメレク                   | CDポリテクニコ             | ピオ・コウチーニョ                   | LDUキト                                             | 13         |
| 1967     | 1967     | エル・ナシオナル (1)         | エメレク                   | バルセロナ                 | トム・ロドリゲス                     | エル・ナシオナル                                    | 16         |
| 1968     | 1968     | デポルティーボ・キト (2)     | バルセロナ                 | エメレク                   | ビクトル・バタイーニ                 | デポルティーボ・キト                                | 19         |
| 1969     | 1969     | LDUキト (1)                  | アメリカ・デ・キト         | SDアウカス                 | フランシスコ・ベルトッチ             | LDUキト                                             | 26         |
| 1970     | 1970     | バルセロナ (4)               | エメレク                   | アメリカ・デ・キト         | ロムーロ・ドゥダール・ミーナ         | CSDマカラ                                           | 19         |
| 1971     | 1971     | バルセロナ (5)               | アメリカ・デ・キト         | エメレク                   | アルフォンソ・オブレゴン             | LDUポルトビエホ                                     | 18         |
| 1972     | 1972     | エメレク (4)                 | エル・ナシオナル           | バルセロナ                 | ネルシーニョ                         | バルセロナ                                          | 24         |
| 1973     | 1973     | エル・ナシオナル (2)         | ウニベルシダ・カトリカ     | バルセロナ                 | アンヘル・マリン                     | アメリカ・デ・キト                                  | 18         |
| 1974     | 1974     | LDUキト (2)                  | エル・ナシオナル           | デポルティーボ・クエンカ   | アンヘル・リシアルディ               | デポルティーボ・クエンカ                            | 19         |
| 1975     | 1975     | LDUキト (3)                  | デポルティーボ・クエンカ   | SDアウカス                 | アンヘル・リシアルディ               | デポルティーボ・クエンカ                            | 36         |
| 1976     | 1976     | エル・ナシオナル (3)         | デポルティーボ・クエンカ   | エメレク                   | アンヘル・リシアルディ               | デポルティーボ・クエンカ                            | 19         |
| 1977     | 1977     | エル・ナシオナル (4)         | LDUキト                    | ウニベルシダ・カトリカ     | ファビアン・パス・イ・ミーニョ       | エル・ナシオナル                                    | 27         |
| 1978     | 1978     | エル・ナシオナル (5)         | テクニコ・ウニベルシタリオ | エメレク                   | フアン・ホセ・ペレス                 | LDUポルトビエホ                                     | 24         |
| 1979     | 1979     | エメレク (5)                 | ウニベルシダ・カトリカ     | マンタSC                   | カルロス・ミオーリ                   | エメレク                                            | 26         |
| 1980     | 1980     | バルセロナ (6)               | テクニコ・ウニベルシタリオ | ウニベルシダ・カトリカ     | ミゲル・グティエレス                 | アメリカ・デ・キト                                  | 26         |
| 1981     | 1981     | バルセロナ (7)               | LDUキト                    | エル・ナシオナル           | パウロ・セザール                     | LDUキト                                             | 25         |
| 1982     | 1982     | エル・ナシオナル (6)         | バルセロナ                 | LDUポルトビエホ            | ホセ・ビジャフエルタ                 | エル・ナシオナル                                    | 25         |
| 1983     | 1983     | エル・ナシオナル (7)         | 9・デ・オクトゥブレ        | バルセロナ                 | パウロ・セザール                     | バルセロナ                                          | 28         |
| 1984     | 1984     | エル・ナシオナル (8)         | 9・デ・オクトゥブレ        | LDUキト                    | セルヒオ・サウセード                 | デポルティーボ・キト                                | 25         |
| 1985     | 1985     | バルセロナ (8)               | デポルティーボ・キト       | フィランバンコ             | フアン・カルロス・デ・リマ グガ      | ウニベルシダ・カトリカ エスメラルダス・ペトロレーロ | 24         |
| 1986     | 1986     | エル・ナシオナル (9)         | バルセロナ                 | テクニコ・ウニベルシタリオ | フアン・カルロス・デ・リマ           | デポルティーボ・キト                                | 23         |
| 1987     | 1987     | バルセロナ (9)               | フィランバンコ             | アウダス・オクトゥブリーノ | エルメン・ベニテス ハミルトン・クビ  | エル・ナシオナル フィランバンコ                     | 24         |
| 1988     | 1988     | エメレク (6)                 | デポルティーボ・キト       | LDUキト                    | ハニオ・ピント                       | LDUキト                                             | 18         |
| 1989     | 1989     | バルセロナ (10)              | エメレク                   | デポルティーボ・キト       | エルメン・ベニテス                   | エル・ナシオナル                                    | 18         |
| 1990     | 1990     | LDUキト (4)                  | バルセロナ                 | エメレク                   | エルメン・ベニテス                   | エル・ナシオナル                                    | 33         |
| 1991     | 1991     | バルセロナ (11)              | バルデスSC                 | エル・ナシオナル           | ベドロ・バレーラ                     | デルフィン                                          | 24         |
| 1992     | 1992     | エル・ナシオナル (10)        | バルセロナ                 | エメレク                   | カルロス・ムニョス                   | バルセロナ                                          | 19         |
| 1993     | 1993     | エメレク (7)                 | バルセロナ                 | エル・ナシオナル           | ディエゴ・エレーラ                   | LDUキト                                             | 21         |
| 1994     | 1994     | エメレク (8)                 | エル・ナシオナル           | バルセロナ                 | マヌエル・ウキージャス               | ESPOLI                                              | 25         |
| 1995     | 1995     | バルセロナ (12)              | ESPOLI                     | エル・ナシオナル           | マヌエル・ウキージャス               | バルセロナ                                          | 24         |
| 1996     | 1996     | エル・ナシオナル (11)        | エメレク                   | バルセロナ                 | アリエル・グラシアーニ               | エメレク                                            | 28         |
| 1997     | 1997     | バルセロナ (13)              | デポルティーボ・キト       | エメレク                   | アリエル・グラシアーニ               | エメレク                                            | 24         |
| 1998     | 1998     | LDUキト (5)                  | エメレク                   | SDアウカス                 | イバン・カビエデス                   | エメレク                                            | 43         |
| 1999     | 1999     | LDUキト (6)                  | エル・ナシオナル           | エメレク                   | クリスティアン・ボテーロ             | CSDマカラ                                           | 25         |
| 2000     | 2000     | オルメド (1)                 | エル・ナシオナル           | エメレク                   | アレハンドロ・ケニグ                 | エメレク                                            | 25         |
| 2001     | 2001     | エメレク (9)                 | エル・ナシオナル           | オルメド                   | カルロス・フアレス                   | エメレク                                            | 17         |
| 2002     | 2002     | エメレク (10)                | バルセロナ                 | エル・ナシオナル           | クリスティアン・カルネロ             | デポルティーボ・キト                                | 26         |
| 2003     | 2003     | LDUキト (7)                  | バルセロナ                 | エル・ナシオナル           | アリエル・グラシアーニ               | バルセロナ                                          | 23         |
| 2004     | 2004     | デポルティーボ・クエンカ (1) | オルメド                   | LDUキト                    | エベリオ・オルドニェス               | エル・ナシオナル                                    | 24         |
| 2005     | A        | LDUキト (8)                  | バルセロナ                 | エル・ナシオナル           | ウィルソン・セグーラ                 | LDUロハ                                             | 21         |
| 2005     | C        | エル・ナシオナル (12)        | デポルティーボ・クエンカ   | LDUキト                    | オマール・ゲーラ                     | SDアウカス                                          | 21         |
| 2006     | 2006     | エル・ナシオナル (13)        | エメレク                   | LDUキト                    | ルイス・ミゲル・エスカラーダ         | エメレク                                            | 29         |
| 2007     | 2007     | LDUキト (9)                  | デポルティーボ・クエンカ   | オルメド                   | フアン・カルロス・フェレイラ         | デポルティーボ・クエンカ                            | 17         |
| 2008     | 2008     | デポルティーボ・キト (3)     | LDUキト                    | デポルティーボ・クエンカ   | パブロ・パラシオス                   | バルセロナ                                          | 20         |
| 2009     | 2009     | デポルティーボ・キト (4)     | デポルティーボ・クエンカ   | エメレク                   | クラウディオ・ビエレル               | LDUキト                                             | 22         |
| 2010     | 2010     | LDUキト (10)                 | エメレク                   | デポルティーボ・キト       | ハイメ・アジョビ                     | エメレク                                            | 23         |
| 2011     | 2011     | デポルティーボ・キト (5)     | エメレク                   | エル・ナシオナル           | ナルシソ・ミナ                       | インデペンディエンテ                                | 28         |
| 2012     | 2012     | バルセロナ (14)              | エメレク                   | LDUキト                    | ナルシソ・ミナ                       | バルセロナ                                          | 30         |
| 2013     | 2013     | エメレク (11)                | インデペンディエンテ       | デポルティーボ・キト       | フェデリコ・ニエト                   | デポルティーボ・キト                                | 29         |
| 2014     | 2014     | エメレク (12)                | バルセロナ                 | インデペンディエンテ       | アルマンド・ウィラ                   | ウニベルシダ・カトリカ                              | 20         |
| 2015     | 2015     | エメレク (13)                | LDUキト                    | インデペンディエンテ       | ミジェル・ボラーニョス               | エメレク                                            | 25         |
| 2016     | 2016     | バルセロナ (15)              | エメレク                   | エル・ナシオナル           | マクシミリアーノ・バレイロ           | デルフィン                                          | 26         |
| 2017     | 2017     | エメレク (14)                | デルフィン                 | インデペンディエンテ       | エルナン・バルコス                   | LDUキト                                             | 21         |
| 2018     | 2018     | LDUキト (11)                 | エメレク                   | バルセロナ                 | ジョン・シフエンテ                   | ウニベルシダ・カトリカ                              | 37         |
| 2019     | 2019     | デルフィン (1)               | LDUキト                    | CSDマカラ                  | ルイス・アマリージャ                 | ウニベルシダ・カトリカ                              | 19         |
| 2020     | 2020     | バルセロナ (16)              | LDUキト                    | インデペンディエンテ       | クリスティアン・マルティネス・ボルハ | LDUキト                                             | 24         |
| 2021     | 2021     | インデペンディエンテ (1)     | エメレク                   | ウニベルシダ・カトリカ     | ジョナサン・バウマン                 | ムシュク・ルナSC インデペンディエンテ               | 26         |
| 2022     | 2022     | SDアウカス (1)               | バルセロナ                 | ウニベルシダ・カトリカ     | フランシスコ・フィドリシェフスキー   | SDアウカス                                          | 15         |
| 2023     | 2023     | LDUキト (12)                 | インデペンディエンテ       | バルセロナ                 | ミゲル・パラレス                     | グアヤキル・シティFC                                | 16         |

### クラブ別優勝回数
| クラブ                             | 優勝 | 準優勝 | 優勝年                                                                                         |
| ---------------------------------- | ---- | ------ | ---------------------------------------------------------------------------------------------- |
| バルセロナ                         | 16   | 13     | 1960, 1963, 1966, 1970, 1971, 1980, 1981, 1985, 1987, 1989, 1991, 1995, 1997, 2012, 2016, 2020 |
| エメレク                           | 14   | 15     | 1957, 1961, 1965, 1972, 1979, 1988, 1993, 1994, 2001, 2002, 2013, 2014, 2015, 2017             |
| エル・ナシオナル                   | 13   | 7      | 1967, 1973, 1976, 1977, 1978, 1982, 1983, 1984, 1986, 1992, 1996, 2005C, 2006                  |
| LDUキト                            | 12   | 6      | 1969, 1974, 1975, 1990, 1998, 1999, 2003, 2005A, 2007, 2010, 2018, 2023                        |
| デポルティーボ・キト               | 5    | 3      | 1964, 1968, 2008, 2009, 2011                                                                   |
| デポルティーボ・クエンカ           | 1    | 5      | 2004                                                                                           |
| インデペンディエンテ・デル・バジェ | 1    | 2      | 2021                                                                                           |
| デルフィン                         | 1    | 1      | 2019                                                                                           |
| オルメド                           | 1    | 1      | 2000                                                                                           |
| CDエベレスト                       | 1    | 0      | 1962                                                                                           |
| SDアウカス                         | 1    | 0      | 2022                                                                                           |

### 都市別優勝回数
| 都市       | 回数 | クラブ |
| ---------- | ---- | --- |
| ピチンチャ | 32   | エル・ナシオナル (13), LDUキト (12), デポルティーボ・キト (5), インデペンディエンテ・デル・バジェ (1), アウカス (1) |
| グアヤス   | 31   | バルセロナ (16), エメレク (14), エベレスト (1)                                                                      |
| アスアイ   | 1    | デポルティーボ・クエンカ (1)                                                                                        |
| チンボラソ | 1    | オルメド (1) |
| マナビ     | 1    | デルフィン (1) |

## 統計

### 通算得点数
エクアドルリーグで25シーズンプレーしたエルマン・ベニテスが歴代最多の191得点を挙げている。ベニテスはエル・ナシオナル在籍時に154得点を挙げており、これは1クラブにおける歴代最多得点記録である。現役選手ではエベリオ・オルドニェスが最多得点者である。
| 順位 | 選手                           | クラブ                     | 在籍年               | 得点 | 通算得点 |
| ---- | ------------------------------ | -------------------------- | -------------------- | ---- | -------- |
| 1    | エルマン・ベニテス             | エル・ナシオナル           | 1980-90              | 154  | 191      |
| 1    | エルマン・ベニテス             | バルセロナ                 | 1991-92              | 19   | 191      |
| 1    | エルマン・ベニテス             | LDUキト                    | 1993                 | 1    | 191      |
| 1    | エルマン・ベニテス             | グリーン・クロス           | 1994                 | 12   | 191      |
| 1    | エルマン・ベニテス             | LDUポルトビエホ            | 1995                 | 5    | 191      |
| 2    | ホルヘ・ロン                   | エル・ナシオナル           | 1972-1979            | 94   | 181      |
| 2    | ホルヘ・ロン                   | ウニベルシダ・カトリカ     | 1980-1984            | 73   | 181      |
| 2    | ホルヘ・ロン                   | マカラ                     | 1986                 | 6    | 181      |
| 2    | ホルヘ・ロン                   | アウカス                   | 1987                 | 8    | 181      |
| 3    | エベリオ・オルドニェス         | テクニコ・ウニベルシタリオ | 1996                 | 13   | 159      |
| 3    | エベリオ・オルドニェス         | エル・ナシオナル           | 1997-2004, 2006-2007 | 137  | 159      |
| 3    | エベリオ・オルドニェス         | エメレク                   | 2005                 | 0    | 159      |
| 3    | エベリオ・オルドニェス         | デポルティーボ・キト       | 2008, 2009           | 9    | 159      |
| 4    | アンヘル・リシアルディ         | エメレク                   | 1970-71              | 8    | 154      |
| 4    | アンヘル・リシアルディ         | デポルティーボ・クエンカ   | 1972, 1974-1977      | 132  | 154      |
| 4    | アンヘル・リシアルディ         | バルセロナ                 | 1978                 | 14   | 154      |
| 5    | ファビアン・パス・イ・ミーニョ | エル・ナシオナル           | 1972-1988            | 153  | 153      |

### 昇降格記録
| シーズン | チーム数 | 降格                                                           | 昇格                                                              |
| -------- | -------- | -------------------------------------------------------------- | ----------------------------------------------------------------- |
| 1998     | 12       | パナマ テクニコ・ウニベルシタリオ                              | マカラ アウダス・オクトゥブリーノ                                 |
| 1999     | 12       | デルフィン デポルティーボ・クエンカ アウダス・オクトゥブリーノ | テクニコ・ウニベルシタリオ                                        |
| 2000     | 10       | リーガ・デ・キト テクニコ・ウニベルシタリオ                    | リーガ・デ・ポルトビエホ デルフィン                               |
| 2001     | 10       | デルフィン リーガ・デ・ポルトビエホ                            | リーガ・デ・キト デポルティーボ・クエンカ                         |
| 2002     | 10       | オルメド マカラ                                                | テクニコ・ウニベルシタリオ マンタFC                               |
| 2003     | 10       | テクニコ・ウニベルシタリオ マンタFC                            | オルメド マカラ                                                   |
| 2004     | 10       | マカラ エスポリ                                                | デポルティーボ・ケベド リーガ・デ・ロハ                           |
| 2005     | 10       | デポルティーボ・ケベド リーガ・デ・ロハ                        | エスポリ マカラ                                                   |
| 2006     | 10       | エスポリ アウカス                                              | デポルティーボ・アソゲス インバブラSC                             |
| 2007     | 10       | インバブラSC                                                   | ウニベルシダ・カトリカ エスポリ テクニコ・ウニベルシタリオ        |
| 2008     | 12       | ウニベルシダ・カトリカ デポルティーボ・アソゲス                | マンタFC リーガ・デ・ポルトビエホ                                 |
| 2009     | 12       | リーガ・デ・ポルトビエホ テクニコ・ウニベルシタリオ            | インデペンディエンテ・デル・バジェ ウニベルシダ・カトリカ         |
| 2010     | 12       | ウニベルシダ・カトリカ マカラ                                  | リーガ・デ・ロハ インバブラSC                                     |
| 2011     | 12       | インバブラSC エスポリ                                          | テクニコ・ウニベルシタリオ マカラ                                 |
| 2012     | 12       | テクニコ・ウニベルシタリオ オルメド                            | ウニベルシダ・カトリカ デポルティーボ・ケベド                     |
| 2013     | 12       | デポルティーボ・ケベド マカラ                                  | オルメド ムシュク・ルナ                                           |
| 2014     | 12       | マンタFC オルメド                                              | アウカス リーベル・エクアドル                                     |
| 2015     | 12       | リーガ・デ・ロハ デポルティーボ・キト                          | デルフィン フエルサ・アマリージャ                                 |
| 2016     | 12       | アウカス ムシュク・ルナ                                        | マカラ クラン・フベニール                                         |
| 2017     | 12       | クラン・フベニール フエルサ・アマリージャ                      | テクニコ・ウニベルシタリオ アウカス                               |
| 2018     | 12       | なし                                                           | ムシュク・ルナ アメリカ・デ・キト フエルサ・アマリージャ オルメド |
| 2019     | 16       |                                                                |                                                                   |